# 474640 Alicanto
474640 Alicanto este o planetă minoră (asteroid) din Obiect transneptunian. A fost descoperită pe 6 noiembrie 2004 la Observatorio de Cerro Tololo⁠(d) de Andrew C. Becker⁠(d) și a fost numită după Alicanto⁠(d). 
Obiectul prezintă o orbită caracterizată de o semiaxă mare de 353,74008606152 de UAi, o excentricitate de 0,8504, o înclinație de 25,52 ° în raport cu ecliptica.